# Filmografia de Tom Cruise

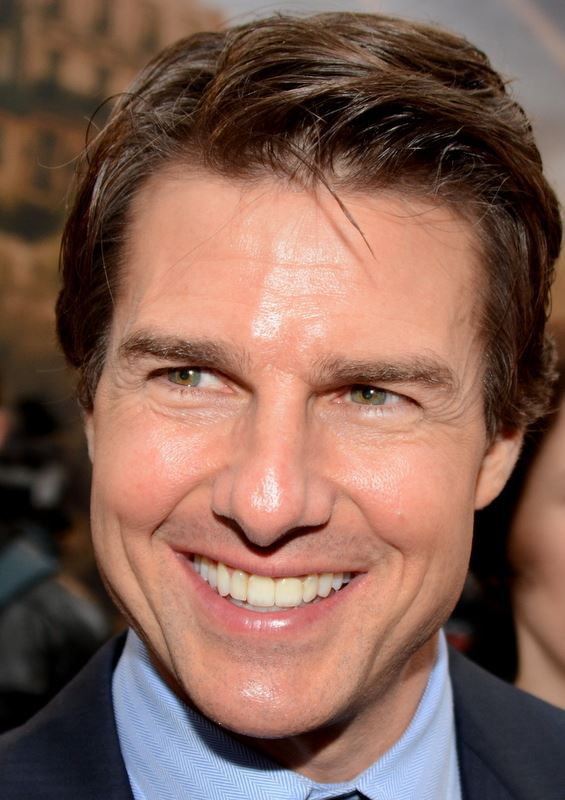
Tom Cruise na estreia de "No Limite do Amanhã" em Paris.

Tom Cruise é um ator e produtor cinematográfico estadunidense cuja estreia profissional ocorreu através de um pequeno papel em Endless Love (1981). Dois anos mais tarde, Cruise co-protagonizou a comédia romântica Risky Business, conquistando logo sua primeira indicação ao Globo de Ouro de Melhor Ator. Em 1986, Cruise interpretou o piloto Pete "Maverick" Mitchell em Top Gun, dirigido por Tony Scott, e contracenou com Paul Newman no drama The Color of Money. Dois anos mais tarde, contracenou com Dustin Hoffman em Rain Man (1988), vencedor do Óscar de Melhor Filme, e estrelou o drama Cocktail. Por sua atuação neste último, Cruise tornou-se a única pessoa a receber o Óscar e o Framboesa de Ouro no mesmo ano. Sua atuação destacada seguinte foi como o ativista Ron Kovic no aclamado drama Born on the Fourth of July (1989), pelo qual venceu novamente o Globo de Ouro de Melhor Ator e foi indicado pela primeira vez ao Óscar de Melhor Ator.
Em 1992, contracenou com Jack Nicholson no drama A Few Good Men, uma adaptação da peça homônima escrita por Aaron Sorkin. Posteriormente, o ator estrelou The Firm (1993), uma adaptação de suspense homônimo de John Grisham, e no ano seguinte estreou como diretor na série Fallen Angels. Em 1996, Cruise estrelou o longa de espionagem Mission: Impossible como o Agente Ethan Hunt, o primeiro filme de sua produtora Cruise/Wagner Productions (fundada em parceria com Paula Wagner em 1993). Desde então, Cruise reprisou seu papel em mais quatro sequências: Mission: Impossible II (2000), Mission: Impossible III (2006), Mission: Impossible – Ghost Protocol (2011) e Mission: Impossible – Rogue Nation (2015). 
Por seu papel em Jerry Maguire (1996), dirigido por Cameron Crowe, Cruise recebeu o Globo de Ouro de Melhor Ator e sua segunda indicação ao Óscar de Melhor Ator. Em 1999, Cruise estrelou o suspense Eyes Wide Shut ao lado de sua então esposa Nicole Kidman e atuou em Magnolia, de Paul Thomas Anderson. Pelo último recebeu o Globo de Ouro de Melhor Ator Secundário e foi indicado ao Óscar de Melhor Ator Coadjuvante. Cruise voltou a colaborar com Cameron Crowe no drama de ficção científica Vanilla Sky (2001), que rendeu-lhe o Prêmio Saturno de Melhor Ator. Nos anos seguintes, estrelou dois suspenses de Steven Spielberg: Minority Report (2002) e War of the Worlds (2005), ambos altamente aclamados pela crítica e público. Em 2008, colaborou na comédia satírica Tropic Thunder e interpretou Claus von Stauffenberg no suspense histórico Valkyrie. Com suas atuações em Oblivion (filme) e Edge of Tomorrow, em 2013 e 2014 respectivamente, Cruise retornou ao gênero ficção científica que o consagrou. Três anos depois, ele interpretou o contrabandista de drogas Barry Seal na comédia de ação American Made (2017). Em 2022, Cruise estrelou e produziu a sequência de filmes de ação Top Gun: Maverick, que passou a barreira de um bilhão de dólares mundialmente e se tornou seu filme de maior bilheteria.

## Filmografia

### Cinema
| Ano  | Filme                                | Papel | Papel    | Papel                            |
| Ano  | Filme                                | Ator  | Produtor | Papel                            |
| ---- | ------------------------------------ | ----- | -------- | -------------------------------- |
| 1981 | Endless Love                         | Sim   |          | Billy                            |
| 1981 | Taps                                 | Sim   |          | David Shawn                      |
| 1983 | The Outsiders                        | Sim   |          | Steve Randle                     |
| 1983 | Losin' It                            | Sim   |          | Woody                            |
| 1983 | Risky Business                       | Sim   |          | Joel Goodson                     |
| 1983 | All the Right Moves                  | Sim   |          | Stefen Djordjevic                |
| 1985 | Legend                               | Sim   |          | Jack                             |
| 1986 | Top Gun                              | Sim   |          | Tenente Pete "Maverick" Mitchell |
| 1986 | The Color of Money                   | Sim   |          | Vincent Lauria                   |
| 1988 | Cocktail                             | Sim   |          | Brian Flanagan                   |
| 1988 | Rain Man                             | Sim   |          | Charlie Babbitt                  |
| 1989 | Born on the Fourth of July           | Sim   |          | Ron Kovic                        |
| 1990 | Days of Thunder                      | Sim   |          | Cole Trickle                     |
| 1992 | Far and Away                         | Sim   |          | Joseph Donelly                   |
| 1992 | A Few Good Men                       | Sim   |          | Tenente Daniel Kaffee            |
| 1993 | The Firm                             | Sim   |          | Mitch McDeere                    |
| 1994 | Interview with the Vampire           | Sim   |          | Lestat de Lioncourt              |
| 1996 | Mission: Impossible                  | Sim   | Sim      | Ethan Hunt                       |
| 1996 | Jerry Maguire                        | Sim   |          | Jerry Maguire                    |
| 1998 | Without Limits                       |       | Sim      |                                  |
| 1999 | Eyes Wide Shut                       | Sim   |          | William Harford                  |
| 1999 | Magnolia                             | Sim   |          | Frank T. J. Mackey               |
| 2000 | Mission: Impossible II               | Sim   | Sim      | Ethan Hunt                       |
| 2001 | Stanley Kubrick: A Life in Pictures  | Sim   |          | Narrador                         |
| 2001 | The Others                           |       | Sim      |                                  |
| 2001 | Vanilla Sky                          | Sim   | Sim      | David Aames                      |
| 2002 | Space Station 3D                     | Sim   |          | Narrador                         |
| 2002 | Minority Report                      | Sim   |          | John Anderton                    |
| 2002 | Austin Powers in Goldmember          | Sim   |          | Ele mesmo / Austin Powers        |
| 2002 | Narc                                 |       | Sim      |                                  |
| 2003 | Shattered Glass                      |       | Sim      |                                  |
| 2003 | The Last Samurai                     | Sim   | Sim      | Nathan Algren                    |
| 2004 | Collateral                           | Sim   |          | Vincent                          |
| 2005 | War of the Worlds                    | Sim   |          | Ray Ferrier                      |
| 2005 | Elizabethtown                        |       | Sim      |                                  |
| 2006 | Ask the Dust                         |       | Sim      |                                  |
| 2006 | Mission: Impossible III              | Sim   | Sim      | Ethan Hunt                       |
| 2007 | Lions for Lambs                      | Sim   |          | Senador Jasper Irving            |
| 2008 | Tropic Thunder                       | Sim   |          | Les Grossman                     |
| 2008 | Valkyrie                             | Sim   |          | Claus von Stauffenberg           |
| 2010 | Knight and Day                       | Sim   |          | Roy Miller                       |
| 2011 | Mission: Impossible - Ghost Protocol | Sim   | Sim      | Ethan Hunt                       |
| 2012 | Rock of Ages                         | Sim   |          | Stacee Jaxx                      |
| 2012 | Jack Reacher                         | Sim   | Sim      | Jack Reacher                     |
| 2013 | Oblivion (filme)                     | Sim   |          | Jack Harper                      |
| 2014 | Edge of Tomorrow                     | Sim   |          | Major William Cage               |
| 2015 | Mission: Impossible - Rogue Nation   | Sim   | Sim      | Ethan Hunt                       |
| 2016 | Jack Reacher: Never Go Back          | Sim   | Sim      | Jack Reacher                     |
| 2017 | American Made                        | Sim   |          | Barry Seal                       |
| 2017 | The Mummy                            | Sim   |          | Nick Morton                      |
| 2018 | Mission: Impossible - Fallout        | Sim   | Sim      | Ethan Hunt                       |
| 2022 | Top Gun: Maverick                    | Sim   | Sim      | Tenente Pete "Maverick" Mitchell |